# Giovanni Vailati
Giovanni Vailati   (Crema, 24 d'abril de 1863 - Roma, 14 de maig de 1909) va ser un matemàtic i filòsof italià interessat en la història de la ciència.

## Vida i obra
Vailati va néixer en una família aristocràtica, que residia l'hivern al seu palau del centre de la ciutat i la resta del any a la casa pairal de Crema (Llombardia) manegant les seves explotacions agràries. Vailati va ser enviat a estudiar als col·legis barnabites de Monza i Lodi. El 1880 es va traslladar a Torí per iniciar els seus estudis universitaris de matemàtiques, però als dos anys els va deixar per l'enginyeria. En graduar-se en enginyeria el 1885, va continuar estudiant matemàtiques, graduant-se també en aquesta disciplina el 1888. Malgrat aquests estudis científics, també es va interessar enormement per la psicologia i la filosofia.
El 1888, en graduar-se, va tornar a la seva vila natal, Crema, on va fer tasques administratives municipals, feina que li deixava prou temps lliure per fer teatre, llegir literatura i estudiar filosofia. El 1891 va començar a col·laborar amb Giuseppe Peano en la seva Rivista di Matematica i el 1892 va ser nomenat professor ajudant a la universitat de Torí. El 1899 va abandonar definitivament la seva carrera acadèmica i se'n va anar a Siracusa (Sicília) per fer de professor de matemàtiques a un institut. Els anys següents es va anar movent per diferents instituts de secundària: Bari (Pulla), Como, Florència, fins que el 1905 va ser nomenat membre d'una comissió per a la reforma dels estudis secundaris, traslladant-se a Roma. A finals de 1908, quan pretenia tornar a l'ensenyament, va contraure una forta grip que es va complicar amb problemes de cor i febres reumàtiques. Va morir el maig de 1909 a Roma quan tenia 46 anys.
Vailati va ser un dels màxims exponents del pragmatisme italià. El seu pragmatisme, està estretament lligat a la lògica matemàtica, única forma segons ell de conduir el raonament correcte i rigorós. Tot i que la seva obra va tenir molt escassa difusió, potser perquè no era un universitari o perquè no escrivia llibres llargs i tediosos o perquè anava contra corrent, cal incardinar la seva obra en la crisi del positivisme de finals del segle xix.